# Bitka pri Šacku
Bitka pri Šacku je potekala 28. septembra 1939 med poljskimi obmejnimi enotami in sovjetskimi enotami. 
Sovjetske enote so napadle gozd pri Mielnikih in Šacku, ki so ga branile poljske obmejne enote (Korpus Ochrony Pogranicza-KOP). Poljaki so zavrnili napad in pri tem uničili večino sovjetskih oklepnikov.